# Whodunit
Die klassische Detektivgeschichte vor allem des 19. und frühen 20. Jahrhunderts ist ein Whodunit (auch whodunnit, [huːˈdʌn.ɪt] ⓘ)  – die Bezeichnung ist eine Verballhornung des englischen „Who’s done it?“ (dt.: „Wer hat es getan?“). Nach der auf den ersten Seiten des Romans beschriebenen Entdeckung eines Verbrechens wird die Identifizierung des Täters zum zentralen Thema der Erzählung: „Aus Frage und Antwort besteht die Anatomie des Detektivromans.“ Ein Whodunit ist eines von mehreren Genres oder Haupttypen des Kriminalromans.
Für einen klassischen Whodunit müssen im Allgemeinen folgende Merkmale erfüllt sein:
- Der Schauplatz ist oft abgeschnitten von der Außenwelt oder der Justiz. Der Mord geschieht beispielsweise auf einem Landsitz der englischen Gentry oder in einem eingeschneiten Hotel oder einer durch einen Sturm vom Festland abgeschnittenen Insel.
- Es gibt nur eine begrenzte Zahl von Verdächtigen, die vor dem Mord in engen und konfliktreichen Beziehungen zum Opfer standen. Bei einem locked room mystery ist diese Situation noch zugespitzt, weil zuerst scheinbar niemand ernsthaft verdächtigt werden kann.
- Am Ende wird der Fall vollständig durch meist logische Schlussfolgerungen der Ermittlerin oder des Ermittlers und in Anwesenheit der Verdächtigen für das „Publikum“ entschlüsselt, der Mörder enttarnt.

Die folgenden Erläuterungen beziehen sich auf Literatur, werden aber auch auf Filme und Fernsehserien übertragen.

## Prinzip
Am Anfang eines Whodunit-Romans steht in der Regel ein schweres Verbrechen, häufig ein Mord (oder genauer: ein Todesfall, wenn man einen Mord vermuten kann, dies aber noch nicht erwiesen ist). Der oder die Ermittler stehen oft vor dem Problem, zunächst die Identität des Opfers klären zu müssen, um dann das Motiv des Täters zu ergründen. Die Leser bzw. die Zuschauer begleiten den Ermittler – es kann sich um Polizisten, Privatdetektive oder auch Mitarbeiter der Spurensicherung handeln – bei der Arbeit und werden dazu animiert, selbst Vermutungen darüber anzustellen, wer die Tat begangen haben könnte. An die Hand genommen werden sie dabei nicht selten vom naiven Assistenten eines Meisterdetektivs (das klassische Vorbild ist Dr. Watson in den Krimis von Arthur Conan Doyle), der – dem Leser bzw. Zuschauer vergleichbar – wenig begreift und versucht, mit simplen, aber falschen Annahmen Aufklärung zu bringen. Die Auflösung erfolgt erst gegen Ende des Buches bzw. Films, sofern nicht beispielsweise mehrere Fälle miteinander verknüpft sind.

## Entwicklung

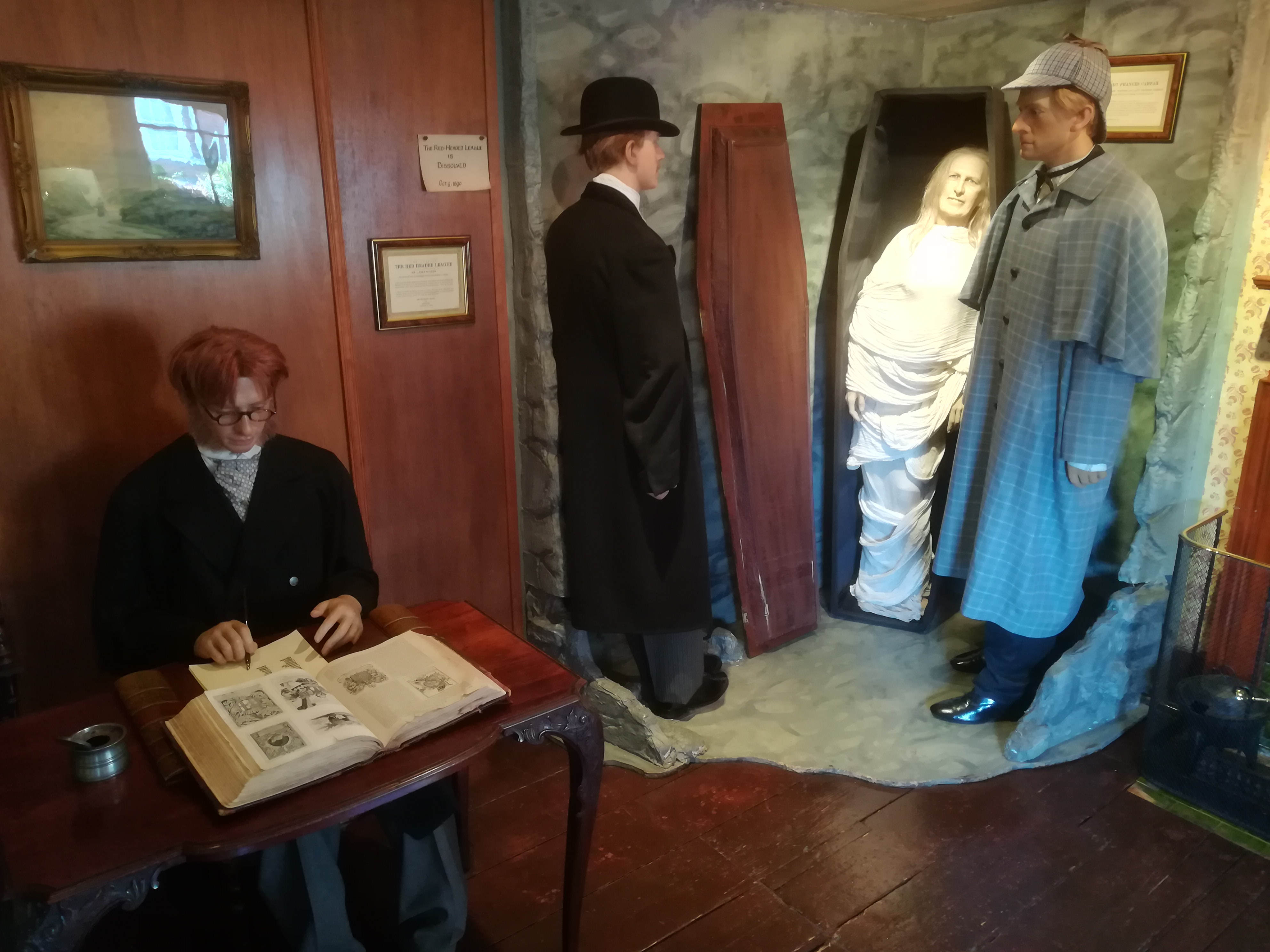
Sherlock Holmes und Dr. Watson bearbeiten einen Fall. (Sherlock Holmes Museum London 2019.)

Schon die früheste Kriminalliteratur, beispielsweise einige Erzählungen von Edgar Allan Poe, gehören dieser Richtung an. Zu den bekanntesten Beispielen gehören viele der Erzählungen und Romane von Arthur Conan Doyle: Sein Detektiv, Sherlock Holmes (seit 1887) wurde zum „Inbegriff des Detektivs“ und mit seinem Habitus auch „ein perfektes optisches Klischee“: seine umfassende Kompetenz ist „eine Funktion seiner erhabenen Lebensferne“. Agatha Christie hat mit ihren Figuren der Miss Marple und des Hercule Poirot ebenso wie Dorothy L. Sayers mit Lord Peter Wimsey das Genre geprägt. Ab den 1930er-Jahren wurde diese Richtung der Whodunits immer mehr von den vor allem US-amerikanischen Hardboiled-Romanen (Dashiell Hammett (Figur: Sam Spade), Raymond Chandler (Figur: Philip Marlowe), Ross Macdonald (Figur: Lew Archer), Mickey Spillane (Figur: Mike Hammer), Robert B. Parker (Figur: Spenser)) verdrängt.
Der Whodunit überlebte danach vor allem in der Trivialliteratur und in Kinder- und Jugendbüchern wie denen von Wolfgang Ecke, der TKKG-Reihe oder der Reihe Die drei ???. Mit dem Aufkommen des postmodernen Romans wurde das Genre wiederbelebt, meist in ironisch gebrochenen Formen wie beispielsweise in Umberto Ecos Roman Der Name der Rose oder den unter dem Pseudonym Dan Kavanagh erschienenen Duffy-Krimis von Julian Barnes. Eine neue Blüte erfährt der Whodunit derzeit im asiatischen Raum durch die japanische „Neue orthodoxe Schule“ (Shin Honkaku Ha). In Europa sind es Autoren wie Paul Halter und Rob Reef, die sich diesem Genre widmen.

## Das umgekehrte Prinzip
Eine Variation des Whodunit-Prinzips ist die umgekehrte oder invertierte Detektivgeschichte, im Englischen auch als inverted detective story oder howcatchem (von “How catch them?”, etwa zu übersetzen mit „Wie fängt man sie (die Bösewichte)?“) bezeichnet. Dem Leser bzw. Zuschauer ist der Täter bereits von Anfang an bekannt; der Reiz liegt darin, zu verfolgen, wie der Ermittler dem Täter auf die Spur kommt. Frühe Beispiele für diese Erzählweise finden sich bei Kurzgeschichten von R. Austin Freeman (1912). Populär wurde sie durch Inspektor Columbo, seitdem wurde und wird sie auch von anderen Serien (beispielsweise Diagnose: Mord, Criminal Intent – Verbrechen im Visier und Monk) und Spielfilmen (Catch Me If You Can, Das perfekte Verbrechen) genutzt. Auch der populäre Manga, Anime und Realfilm Death Note erzählte die Geschichte ausschließlich aus der Sicht des Täters, wobei seine Motive dabei dem Zuschauer ebenso nachvollziehbar geschildert wurden wie die des verfolgenden Detektivs. Die Sympathien können folglich aufgrund der Erzählperspektive zum Täter hin verschoben werden.

## Bekannte Fernsehserien
- aus Deutschland:
  - Dem Täter auf der Spur (1967–1973)
  - Der Kommissar (1969–1976)
  - Tatort (seit 1970)
  - Derrick (1974–1998)
  - Der Alte (seit 1977)
  - SOKO 5113 (1978–2015; 2016–2020: SOKO München)
  - Ein Fall für zwei (1981–2013)
  - Adelheid und ihre Mörder (1993–2007)
  - Bella Block (1994–2018)
  - Ein starkes Team (seit 1994)
  - Wilsberg (seit 1995)
  - Donna Leon (2000–2019)
  - Der Staatsanwalt (seit 2005)
- aus Österreich:
  - Kommissar Rex
  - Trautmann
  - Schnell ermittelt
  - SOKO Donau
  - SOKO Kitzbühel
- aus Großbritannien:
  - Detektei Blunt (1983–1984)
  - Miss Marple (1984–1992)
  - Inspektor Morse, Mordkommission Oxford (1987–2000)
  - Agatha Christie’s Poirot (1989–2013)
  - Inspector Barnaby (seit 1997)
  - Inspector Lynley (2001–2007)
  - Agatha Christie’s Marple (2004–2013)
  - Lewis – Der Oxford Krimi (2006–2015)
  - George Gently – Der Unbestechliche (2007–2017)
  - Inspector Banks (2010–2016)
  - Vera – Ein ganz spezieller Fall (seit 2011)
  - Death in Paradise (seit 2011)
  - Der junge Inspektor Morse (seit 2012)
  - Father Brown (seit 2013)
  - Grantchester (seit 2014)
  - Agatha Raisin (seit 2014)
- aus den USA:
  - Mord ist ihr Hobby (1984–1996)
  - Ein gesegnetes Team (1989–1991)
  - Law & Order
  - CSI: Den Tätern auf der Spur
  - Veronica Mars
  - Pretty Little Liars
- aus Australien:
  - Miss Fishers mysteriöse Mordfälle (2012–2015)
- aus Kanada:
  - Murdoch Mysteries – Auf den Spuren mysteriöser Mordfälle (seit 2008)
- aus Japan:
  - Detektiv Conan

## Bekannte Verfilmungen
Die Verfilmungen werden häufig in die Blütezeit dieser literarischen Gattung, also die 1920er- und 1930er-Jahre zurückversetzt, weshalb man diesen Filmen auch ein gewisses Flair nachsagt.
- 16 Uhr 50 ab Paddington (Großbritannien 1961)
- Der Wachsblumenstrauß (Großbritannien 1963)
- Vier Frauen und ein Mord (Großbritannien 1964)
- Mörder ahoi! (Großbritannien 1964)
- Ein Schuß im Dunkeln (Großbritannien/USA 1964)
- Geheimnis im blauen Schloß (Großbritannien 1965)
- Ein Unbekannter rechnet ab (Deutschland/Italien/Frankreich/Spanien 1974)
- Mord im Orient-Expreß (Großbritannien 1974)
- Eine Leiche zum Dessert (USA 1976)
- Tod auf dem Nil (Großbritannien 1978)
- Mord im Spiegel (Großbritannien 1980)
- Das Böse unter der Sonne (Großbritannien 1982)
- Alle Mörder sind schon da (USA 1985)
- Rendezvous mit einer Leiche (USA 1988)
- 8 Frauen (Frankreich 2002)
- Knives Out – Mord ist Familiensache (USA 2019)
- See How They Run (USA/Großbritannien 2022)

Die erfolgreichsten Hörspiel- und Fernseh-Mehrteiler entstanden nach Vorlagen des britischen Schriftstellers Francis Durbridge. Hierzu zählen in Deutschland vor allem die Paul-Temple-Hörspiele mit René Deltgen und Annemarie Cordes sowie die Durbridge-Filmreihe mit den Klassikern Das Halstuch, Tim Frazer und Melissa, die Einschaltquoten zwischen 80 und 93 % erzielten.
Eine gelungene Parodie auf die genannten Romanfiguren lieferte der Film Eine Leiche zum Dessert mit David Niven und Peter Falk. Krimi-Altmeister Alfred Hitchcock verwendete 1956 den Begriff Whodunit als Titel für eine Episode der Reihe Alfred Hitchcock Presents.